# Kampong Speu
Kampong Speu là một tỉnh của Campuchia. Tỉnh lị là Kampong Speu, vùng đất này còn được gọi là Tầm Vu trong lịch sử Việt Nam thời kỳ nhà Nguyễn.
Tỉnh này có 8 huyện:
- 0501 Basedth
- 0502 Chbar Mon
- 0503 Kong Pisei
- 0504 Aoral
- 0505 Udong
- 0506 Phnum Sruoch
- 0507 Samraong Tong
- 0508 Thpong